# Motuwinukenuke Island
Motuwinukenuke Island, auch Square Island genannt, ist eine Insel der Inselgruppe der Motukawao Group im Norden der Nordinsel von Neuseeland.

## Geographie
Motuwinukenuke Island befindet sich an der Westküste der Coromandel Peninsula, rund 11,5 km nordwestlich von Coromandel und rund 6,7 km südwestlich der Colville Bay. Sie hat eine Größe von 2,7 Hektar. Motuwinukenuke Island besitzt eine Länge von rund 215 m in Nord-Süd-Richtung und eine maximale Breite von rund 165 m in Ost-West-Richtung. Ihre höchste Erhebung befindet sich mit 46 m in der Mitte der Insel.
Nordwestlich von Motuwinukenuke Island befindet sich im Abstand von rund 285 m die zweitgrößte Insel der Gruppe, Motuwi Island und rund 455 m in südsüdöstlicher Richtung die kleine Felseninsel Frenchmans Cap. Bis zur Küste, die in ostsüdöstlicher Richtung am nächsten liegt, sind 1,95 km zu überbrücken.